# خليفة سات
خليفة سات قمر صناعي إماراتي، مخصص لرصد الأرض أطلق للفضاء بتاريخ 29 اكتوبر 2018 عند الساعة الثامنة بتوقيت الإمارات بمقر مركز محمد بن راشد للفضاء وهو أول قمر صناعي صنع داخل الغرف النظيفة في مختبرات الأبحاث وعلوم الفضاء في مدينة دبي ويعد أول قمر صناعي يتم تطويره بالكامل بأيدي فريق من المهندسين الإماراتيين.
مركز محمد بن راشد هو مؤسسة علمية تعنى بالفضاء تابعة لحكومة دبي تعمل على تطوير برنامج الفضاء الوطنية يعمل المركز تحت قيادة سعادة يوسف حمد الشيباني المدير العام، وهو المسؤول الأول عن المشاريع والبرامج التي يطلقها المركز. وقد نجح المركز حتى الآن في إطلاق قمرين صناعيين لرصد الأرض وهما دبي سات-1 ودبي سات-2، تم تطويرهما وتصنيعهما بمشاركة ساتريك إنيشياتيف، الشركة الرائدة في تصنيع الأقمار الصناعية في كوريا الجنوبية، وبفضل المعرفة التي اكتسبها فريق عمل المركز من هذه الشراكة أصبح يمتلك الخبرة الكافية لتصميم وبناء القمر الصناعي خليفة سات من دون أي دعم خارجي.
 أعلن الشيخ محمد بن راشد نائب رئيس الدولة رئيس مجلس الوزراء حاكم دبي عن إطلاق مشروع خليفة سات في ديسمبر 2013 ، كي يعطي إشارة البدء بتصنيع المراحل الأولى من خليفة سات بمقر المعهد الكوري لأبحاث الفضاء (كاري)، حيث استخدم فريق من المهندسين الإماراتيين مختبرات المعهد إلى أن تم بناء الغرف النظيفة داخل مركز محمد بن راشد للفضاء، وفور الانتهاء من تجهيزها تم نقل المشروع إلى مقر المركز لمواصلة مراحل تصنيعه وتطويره 

## الأهداف والأهمية الوطنية
يوفر خليفة سات صورًا عالية الوضوح لسطح الأرض لتلبي مختلف الأغراض التي تشمل رصد التغيرات البيئية، وتقديم المساعدة لجهود الإغاثة في حالات الكوارث الطبيعية كلما استدعت الحاجة، وسوف تخدم الصور الفضائية التي يوفرها خليفة سات مختلف الجهات والمؤسسات التجارية حول العالم
كان الهدف الرئيسي من تطوير وتصنيع خليفة سات داخل مركز محمد بن راشد للفضاء هو المساهمة في تحفيز الكفاءات الإماراتية الشابة وخلق فرص توظيفية متنوعة لهم، ووضع حجر الأساس لصناعة الأقمار الصناعية في دولة الإمارات العربية المتحدة

## المواصفات التقنية
يتخذ خليفة سات شكلًا سداسيًا ويحتوي على أربعة ألواح شمسية قابلة لإعادة التوزيع، ويتألف الناقل من سطحين ولوح علوي واقي من الشمس، تم تصنيعه كي يحمي القمر الصناعي من الإشعاعات الضارة والتقلبات الحادة في درجات الحرارة. تم تثبيت الألواح الشمسية على جوانب هيكل ناقل القمر الصناعي، ويتكون هيكل الناقل من أضلاع طولية وقضبان. 
| المدار                                                   | مدار متزامن مع الشمس على ارتفاع اعتباري يبلغ 613 كم فوق سطح الأرض بزاوية ميل – 98.13 درجة |
| كتلة المركبة                                             | 330 كجم                                                                                   |
| الطاقة المُوَّلدة                                           | 450 واط عند نهاية العمر الافتراضي (EOL)                                                   |
| مسجل بأجهزة تخزين الحالة الصلبة (SSR) خاص بالتخزين الكلي | 512 جيجابت                                                                                |
| العمر الافتراضي المخطط للمهمة                            | 5 سنوات                                                                                   |

لا يزيد ارتفاع الجزء الميكانيكي لهذا القمر الصناعي عن مترين ولا يزيد قطره عن 1.5 متر، كما لا تتجاوز كتلتة المركبة الكلية 330 كجم. الجزء الأكثر حساسية في القمر هو نظام التصوير (KHCS) ويحاط بدرع مصنوع من مادة البلاستيك المقوى بألياف الكربون (CFRP) لحمايته من الإشعاعات الكونية الضارة.
يحتوي خليفة سات على تقنيات تحريك متطورة للغاية تسمح بإنتاج عدد أكبر من الصور ثلاثية الأبعاد التي سيتم التقاطها بدقة عالية وبسرعة استجابة فائقة 

## نظام تصوير خليفة سات (KHCS)
نظام تصوير خليفة سات (KHCS) يعتبر الحمولة الرئيسية على متن القمر، ويتميز بشكله المدمج ووزنه الخفيف. ويتكون نظام التصوير من ثلاثة أنظمة فرعية أساسية؛ النظام الكهروبصري الفرعي (EOS)، ووحدة بث الصور (ITU)، ووحدة التسجيل الإلكترونية (SSR). 
| نوع الجهاز                             | كاميرا كانسة          |
| كتلة الجهاز                            | 70 كجم                |
| استهلاك الطاقة                         | 168 واط               |
| سرعة نقل البيانات برابط الاتصال الهابط | 320 ميجابت في الثانية |
| المكشاف                                | TDI                   |

تم تطوير الكاميرا الكانسة لتبلغ دقتها 0.7 متر (GSD) للتصوير البانكروماتي و2.98 متر (GSD) في أربعة نطاقات متعددة الأطياف. وتشمل قدرات التصوير متعددة الأطياف في خليفة سات أربع قنوات في كل من النطاقات الطيفية المرئية وتحت الحمراء القريبة (حمراء، خضراء، زرقاء، وتحت الحمراء القريبة) بدقة تصوير إشعاعي 10 بت.

## معرض صور

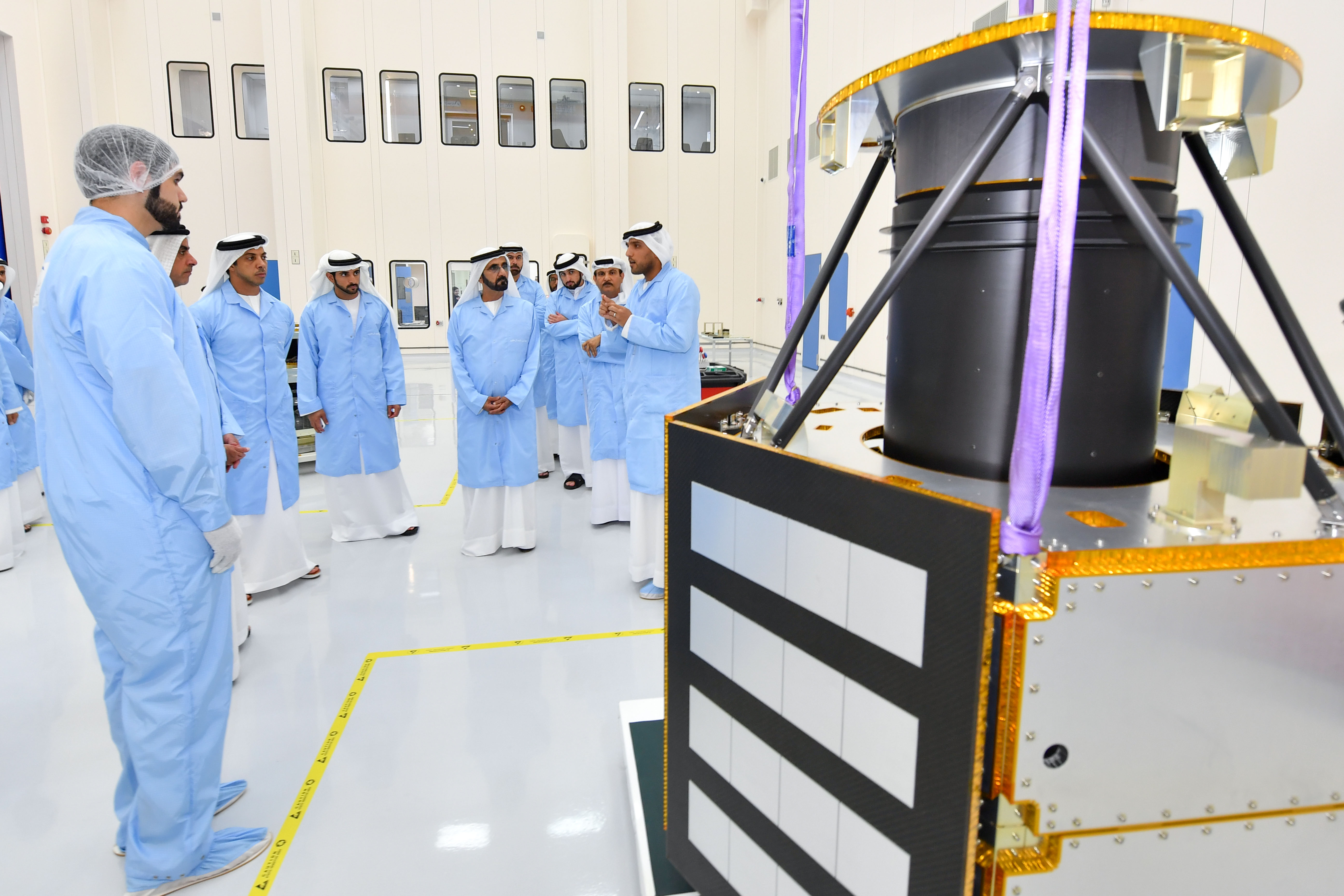
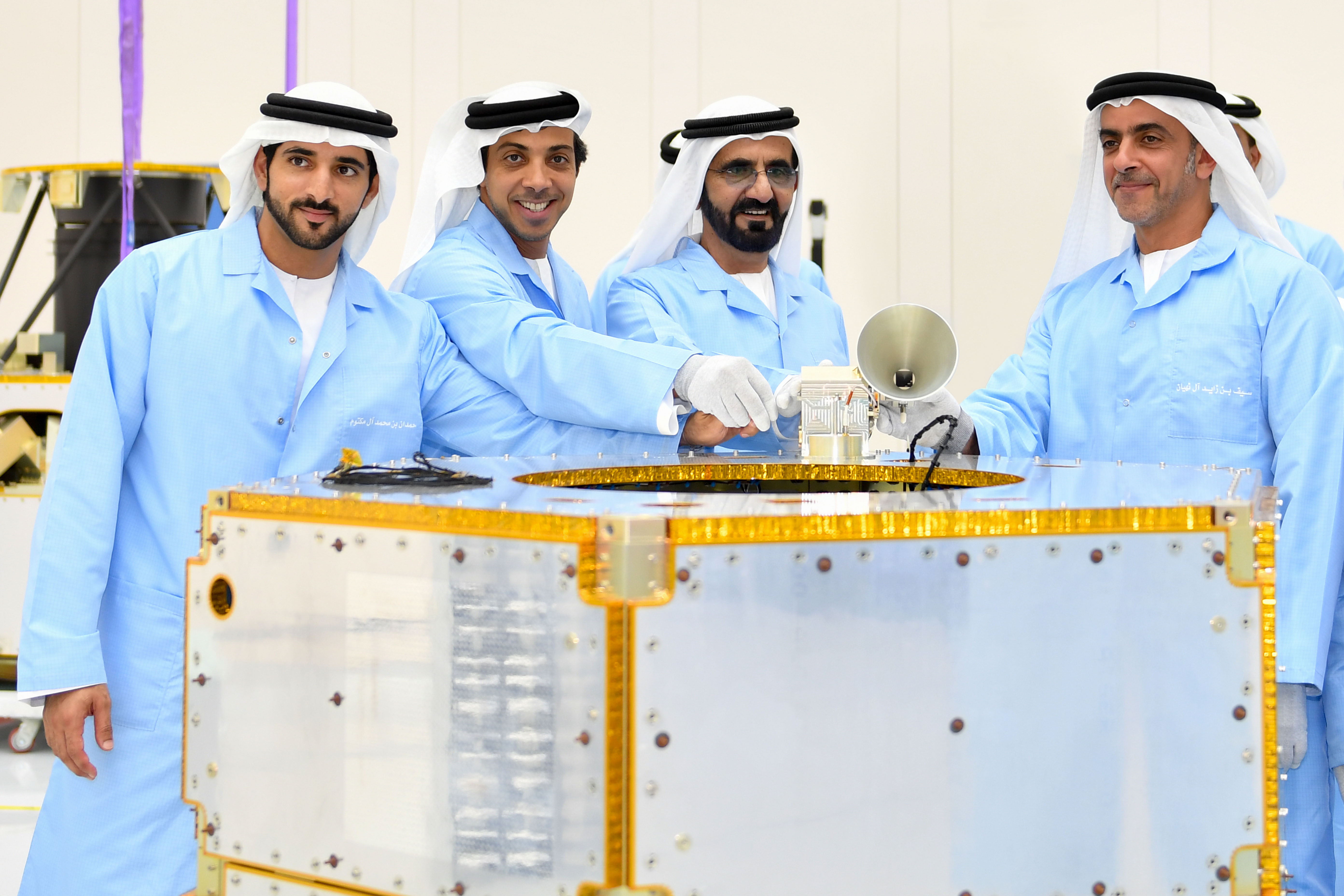
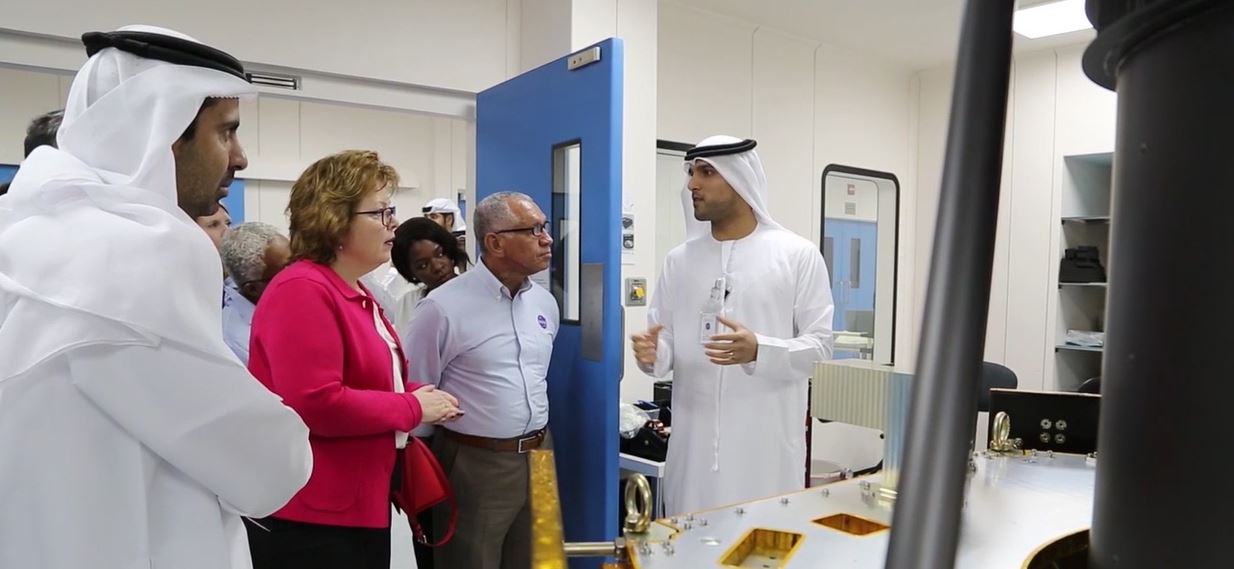